# Carl Thomas Mozart
Carl Thomas Mozart (21. září 1784 Vídeň – 31. října 1858 Milán) často uváděn jako Carl Mozart nebo Karl Mozart) byl druhý syn Wolfganga a Constanze Mozartových a starší ze dvou dětí W. A. Mozarta, které se dožily dospělosti. Druhý byl Franz Xaver Wolfgang Mozart.

## Životopis
Carl se narodil ve Vídni. Chodil do klavírní školy Františka Xavera Němečka a Františka Xavera Duška v Praze, byl nadaný pianista. Před ukončením školy odjel do Livorna.
Měl v plánu otevřít klavírní obchod, ale v následujících letech se projekt nepodařilo pro nedostatek finančních prostředků realizovat. Karl se odstěhoval do Milána a v roce 1805 studoval hudbu s Bonifazem Asiolim. V roce 1810 se vzdal svého studia, aby se stal úředníkem ve službách rakouské finanční správy a vládního účetního oddělení v Miláně. Také pracoval jako úřední překladatel z italštiny pro rakouskou soudní komoru. Vlastnil dům v osadě Caversaccio u vesnice Valmorea v provincii Como.
Často navštěvoval události spojené se svým otcem až do své smrti v roce 1858 v Miláně. Stejně jako jeho bratr nebyl ani ženatý a ani neměl děti.